# Józef (Czernow)
Józef, imię świeckie Iwan Michajłowicz Czernow (ur. 3 czerwca?/15 czerwca 1893 w Mohylewie, zm. 4 września 1975) – rosyjski biskup prawosławny.

## Życiorys
Nie posiadał formalnego wykształcenia, w dzieciństwie odbierał naukę jedynie w domu. W wieku siedemnastu lat wstąpił jako posłusznik do monasteru Narodzenia Matki Bożej w Białyniczach i znalazł się pod szczególną opieką jego przełożonego, archimandryty Arseniusza. Razem z nim w 1911 wyjechał do Piatigorska, gdzie Arseniusz został biskupem pomocniczym eparchii władykaukaskiej. Następnie od 1912 do 1917 był posłusznikiem w monasterze Zaśnięcia Matki Bożej w Twerze. 6 lutego 1918 złożył przed biskupem Arseniuszem (Smoleńcem) wieczyste śluby mnisze, przyjmując imię Józef. 11 lutego tego samego roku został wyświęcony na hierodiakona. 16 sierpnia 1920 został hieromnichem. W 1924 otrzymał godność igumena, zaś w 1927 – archimandryty.
14 listopada 1932 miała miejsce jego chirotonia na biskupa taganroskiego, wikariusza eparchii rostowskiej, w której jako konsekratorzy wzięli udział arcybiskup dmitrowski Pitirim, arcybiskup rostowski Mikołaj, arcybiskup czelabiński Nazariusz oraz biskup barnaułski Aleksander. Od 1935 do 1956 przebywał, z krótkimi przerwami, w obozach i więzieniach, nie wypełniając obowiązków duszpasterskich.
W 1956 mianowany biskupem pietropawłowskim, wikariuszem eparchii ałmackiej, zaś w roku następnym ordynariuszem eparchii pietropawłowskiej i kustanajskiej. W 1958 otrzymał godność arcybiskupią. Od 1960 był arcybiskupem ałmackim i kazachstańskim, w 1968 otrzymał godność metropolity.
Po śmierci patriarchy moskiewskiego i całej Rusi Aleksego był brany pod uwagę jako kandydat na jego następcę, obok metropolitów krutickiego i kołomieńskiego Pimena oraz leningradzkiego i nowogrodzkiego Nikodema. Duchowny odrzucił jednak wszelkie propozycje kandydowania na urząd zwierzchnika Rosyjskiego Kościoła Prawosławnego, wskazując na swój podeszły wiek i brak wykształcenia teologicznego.
Godność metropolity ałmackiego i kazachstańskiego pełnił do swojej śmierci w 1975.
Jest autorem szeregu pieśni cerkiewnych i trzech akafistów: do św. Pelagii, św. Pawła wyznawcy oraz św. męczennika Jakuba Perskiego. Prawdopodobniej jeszcze jako posłusznik w monasterze w Twerze opracował akafist do św. metropolity moskiewskiego Filipa, którego tekst nie przetrwał.
Jego życie jest tematem filmu dokumentalnego „Swiet radosti w mirie pieczali”.